# Artjom Nikolajewitsch Norin
Artjom Nikolajewitsch Norin (russisch Артём Николаевич Норин; bei der FIS nach englischer Transkription Artem Norin; * 8. Dezember 1983 in Salechard) ist ein ehemaliger russischer Skilangläufer.

## Werdegang
Norin nahm von 2001 bis 2014 an Wettbewerben der FIS teil. Sein erstes von insgesamt 14 Weltcupeinzelrennen lief er im Januar 2003 in Kawgolowo, das er auf dem 49. Platz über 10 km Freistil beendete. Bei den Juniorenweltmeisterschaften im folgenden Monat in Sollefteå gewann er die Goldmedaille mit der Staffel und errang über 10 km klassisch den sechsten Platz. In der Saison 2003/04 holte er in Oslo mit dem 13. Platz über 50 km Freistil und den 19. Rang in Pragelato über 30 km Freistil seine ersten Weltcuppunkte. Dies waren ebenfalls seine besten Platzierungen im Weltcupeinzel. Im folgenden Jahr gelang ihn bei den nordischen Skiweltmeisterschaften in Oberstdorf der 53. Platz im Sprint und der 44. Rang im Massenstartrennen über 50 km. Im März 2005 kam er mit Platz 30 über 50 km klassisch in Oslo im Weltcup letztmals in die Punkteränge. Sein letztes Weltcuprennen absolvierte er im November 2005 in Kuusamo, welches er auf dem 63. Platz über 15 km Freistil beendete. Von 2007 bis 2014 nahm er vorwiegend am Eastern-Europe-Cup teil. Dabei erreichte er zweite Plätze (im November 2008 in Werschina Tjoi über 15 km klassisch und im November 2011 in Werschina Tjoi über 15 km Freistil) und belegte in der Saison 2008/09 den sechsten Platz in der Gesamtwertung.